# Cape Agulhas
O Município local de Cape Agulhas leva o nome do cabo das Agulhas, ponto mais austral de África, que nele fica inserido.

## Localidades
- Agulhas
- Arniston/Waenhuiskrans
- Bredasdorp
- Elim
- Struisbaai

## Imagens

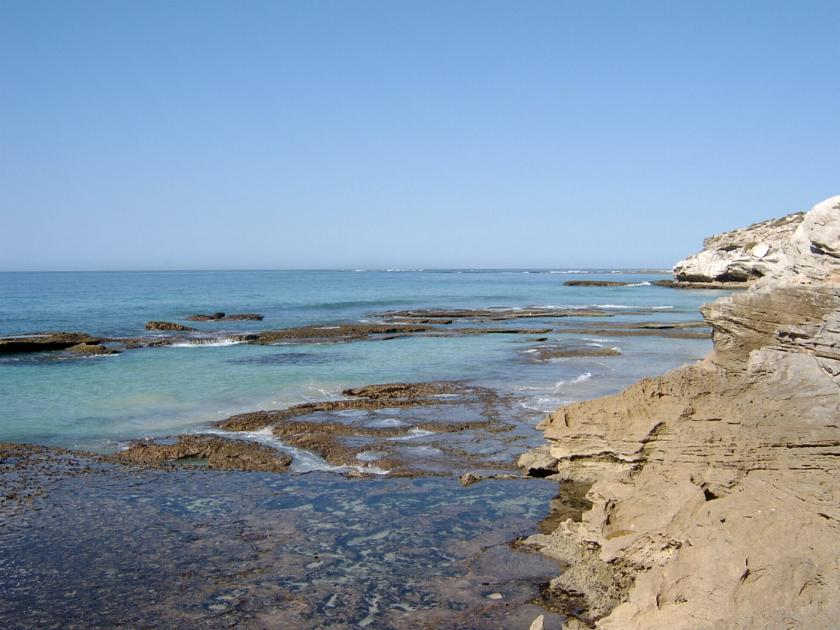
Costa perto de Arniston